# San Nicolás de los Garza
San Nicolás de los Garza er en by i delstaten Nuevo León nordøst i Mexico. Byen indgår i Monterreys storbyområde. Den blev grundlagt den 5. februar 1597 og de sidste folketællinger fra 2005 viser at der bor 476 761 indbyggere i byen.